# 第三のビール
第三のビール（だいさんのビール）とは、ビール、発泡酒とは別の原料、製法（後述）で作られた、ビール風味の発泡アルコール飲料の名称。この種の製品を生産するメーカー各社はビールとの誤認を避けるため新ジャンルと称している。

## 概要
「第三のビール」という用語自体はビール、発泡酒に続くことから、新聞社や放送局などのマスメディア・広告代理店によって作られた用語である。あくまでもビールではないので表現としては不正確であるが、用語として定着している。
特徴としては、酒税法上「ビール」または「発泡酒」に属さない扱いにするために、
- 原料を麦、麦芽以外の穀物（主に豆類由来）にする
- 発泡酒に別のアルコール飲料（大麦、小麦等を問わない麦由来のスピリッツや焼酎）を混ぜる

という手法をとっているという点である。前者の場合は法律上その他の醸造酒（発泡性）①に、後者の場合はリキュール（発泡性）①に分類されるため、税率が下がる。各メーカーは、おいしさを追求した結果このような手法をとることになったとアピールしている。なお、これまでサントリーとアサヒのみが発売していたリキュール型だが、2007年からキリンとサッポロも参入するのに伴いリキュール型が主要4社全てから出揃うのを受けて、一部マスコミでは区別する意味合いから、リキュール型を「第四のビール」と呼称するところも出てきている。
第三のビールにて「生」の定義は、ビールの「生」（生ビール）の定義と同様に『熱処理をしていないもの』が該当するが、ビールの表示に関する公正競争規約の対象ではないため、基本的に「熱処理していない」旨（「非熱処理」等）の表記は行なわれていない。また、リキュール（発泡性）①に分類されている商品は、缶チューハイと同様の規制を受けるため、大手メーカーの商品では「生」の表記は行っていない。
メーカーはビールではないため「ビール」という名称を使うことはないが、基本的にビールの缶と類似のデザインであり、「泡」や「麦」や「ホップ」などの語や図案を配置したり商品名に用いることで、購入者がビールを想起するように配慮されている。
2017年の酒税法改正により、2020年10月以降第三のビールの税率は段階的に増税（ビールおよび麦芽比率25%以上の発泡酒は減税）され、2026年10月には現在のビール類は全て同一の税率（1リットルあたり155円）になる。
2020年10月1日から2023年（令和5年）9月30日までのビール類の税率は次のとおり。金額は1リットルあたり。
| 第三のビール（その他の発泡性酒類） | 第三のビール（その他の発泡性酒類） | 108円     |
| 発泡酒                             | 麦芽比率50%以上                    | 200円     |
| 発泡酒                             | 25%以上50%未満                     | 167.125円 |
| 発泡酒                             | 25%未満                            | 134.25円  |
| ビール                             | ビール                             | 200円     |

2020年9月までは次のとおりであった。金額は1リットルあたり。
| 第三のビール（その他の発泡性酒類） | 第三のビール（その他の発泡性酒類） | 80円      |
| 発泡酒                             | 麦芽比率50%以上                    | 220円     |
| 発泡酒                             | 25%以上50%未満                     | 178.125円 |
| 発泡酒                             | 25%未満                            | 134.25円  |
| ビール                             | ビール                             | 220円     |

## 歴史
2003年（平成15年）の酒税法改正前までは、同法の規定でビールよりも税率が低く抑えられた発泡酒が売れ行きを伸ばしてきていたが、同改正によって発泡酒の税率が引き上げられた。この税率改正に伴う値上げのため、消費者が離れる事を懸念した各ビールメーカーは、より低税率（低価格）になるよう麦芽以外の原料を使用して作った、もしくはビールや発泡酒に別のアルコール飲料を混ぜて作った、ビールや発泡酒と同じような味わいのアルコール飲料の研究・開発に着手した。
そして、2004年（平成16年）2月にサッポロビールが発売した「ドラフトワン」が麦芽以外の原料で作った製品の第一号となった。それに続き2004年3月9日にサントリーからビールと麦焼酎をブレンドした「麦風」が発売された。その後、麦芽以外原料タイプのキリン「のどごし<生>」、アサヒ「アサヒ新生」が発売された。なお、サントリーからは過去に同様の商品（後述）が発売されたことがある。
第三のビールが勢力を伸ばしてくると、かつては安さが一番の特徴であった発泡酒の売上に影響が出てくるようになり、発泡酒のシェアが第三のビールに奪われていく形になった。
2006年（平成18年）5月、税収不足に苦慮している国税庁は「第三のビール」に該当する分類について、改正酒税法を施行し、350ml缶で3.8円の増税となった。その反面、ビールに対する減税（同0.7円減）も行われた。また、この改正により指定された原料や従来から存在した製法を用いた第三のビール以外の発泡性のある10度未満の酒類はビールと同額の課税がなされるようになったため、新たな原料や製法を用いた「第三のビール」が誕生する事は現実的に難しくなった。
具体的に、定義表を見ると次のような注釈がある。（カッコ内は該当すると思われる製品）
1〜5が「その他の醸造酒（発泡性）①」の指定であるが、各項目がピンポイントで既存製品に対応する内容である。つまり、原則的にはビール並みの課税となるところを既存製品だけピンポイントで外してあるわけであり、新たな原料でビール風の酒を醸造してもビール並みに課税され、節税は不可能となる。
これまでキリンとサッポロは麦芽以外原料タイプのみの発売であったが、2007年からリキュール型も発売開始し、主要4社全てから両タイプが出揃った。しかしアサヒビールは2009年に麦芽以外原料タイプから撤退している。
2000年代中盤以降に、韓国など日本国外でも第三のビールに該当する商品が誕生しており、価格が日本国内主要4社の商品と比べさらに安くなっていることから、2000年代後半以降輸入が伸び、好評を博している。また、サントリーが大手流通チェーンのプライベートブランドとして、イオンとセブン&アイ・ホールディングスへの製品の供給を2009年から行っている。
サッポロビール「極ZERO」は発売当初、「第三のビール」として発売していたが、国税庁から第三のビールに該当しない可能性を指摘され
2014年（平成26年）5月に販売打切り、同年7月15日より発泡酒として再発売となった。
2017年（平成29年）に酒税法が改正され、2026年（令和8年）10月1日より第三のビール、発泡酒を含むビール類の税率は最終的に一本化され、それに先立ち2020年（令和2年）10月1日より「第三のビール」が若干増税、および（純粋な）「ビール」が若干減税され、2023年（令和5年）10月1日より「第三のビール」という区分が廃止され、既存製品、およびそれ以降に開発・製造・発売された「第三のビール」は発泡酒に統合され、「発泡酒②」に分類されることとなった。

## 分類・原料

### その他の醸造酒（発泡性）① → 発泡酒②に分類されるもの
麦芽以外の原料を発酵させて作る。
旧法での分類はその他の雑酒②
- ドラフトワン（サッポロビール） - エンドウたんぱくを原料とする[15]。
- のどごし<生>（麒麟麦酒） - 大豆たんぱくを原料とする[16]。

過去
- アサヒ新生3（旧名: 新生）（アサヒビール） - 大豆ペプチドを原料とする。
- うまい生（サッポロビール） - エンドウたんぱく、およびサトウキビ由来の糖類を原料とする。
- スリムス（サッポロビール） - 「ドラフトワン」と同じ原料だが、アルコール度数が3%、低カロリー。
- アサヒぐびなま。（アサヒビール） - 大豆ペプチドを原料とする。
- キレ味<生>（サントリー） - とうもろこしを原料とする。
- ジョッキ生（サントリー） - とうもろこしを原料とする。（2010年2月2日から2011年2月15日のリニューアルまではジョッキのみごたえ辛口<生>）
- ジョッキ生8 クリアストロング（サントリー） - とうもろこしを原料とする。その名の通りアルコール度数は8%。

など。

### リキュール（発泡性）① → 発泡酒②に分類されるもの
発泡酒に別のアルコール飲料（麦のスピリッツや焼酎）を混ぜる。
- キリンのどごし ZERO（麒麟麦酒） - 発泡酒（食物繊維、大豆エキス、ワイン由来のポリフェノール等を含む）に大麦スピリッツを加えたもの。アルコール度数は3.5%以上4.5%未満。
- 本麒麟（麒麟麦酒） - 発泡酒に大麦スピリッツを加えたもの。アルコール度数は6%。仕込み方法には「キリンラガービール」で培ってきたノウハウをそのまま生かした長期熟成製法が用いられている。
- 麦とホップ（サッポロビール） - 発泡酒に大麦スピリッツを加えたもの。
- オフの贅沢（サッポロビール） - 発泡酒に大麦スピリッツ、焙煎麦芽、エンドウたんぱくなどを加えたもの。麦芽使用量は約40%でアルコール度数は4%。
- GOLD STAR（サッポロビール）- 発泡酒に大麦スピリッツを加えたもの。「サッポロ生ビール 黒ラベル」の旨さ長持ち麦芽と、「ヱビスビール」のドイツバイエルン産アロマホップを一部使用し、さらに、双方のブランドの仕込方法であるダブルデコクション法を採用している。
- 金麦（サントリー） - 発泡酒に小麦スピリッツを加えたもの。
- 金麦 糖質75%オフ（サントリー）- アルコール度数は4%以上5%未満。金麦シリーズとしては唯一の糖質を大幅に低減した製品。
- 金麦 ザ・ラガー（サントリー）- 発泡酒に小麦スピリッツを加えたもの。アルコール度数は6%。同社のプレミアムビール「ザ・プレミアムモルツ」と同じ製法を用いている。なお、発売当初の商品名は金麦 ゴールド・ラガーだったが2021年の全面改良に伴い、現在の商品名となった。
- クリアアサヒ（アサヒビール） - 発泡酒に大麦スピリッツを加えたもの。
- クリアアサヒ 糖質0（アサヒビール） - 発泡酒に大麦スピリッツを加えたもの。アルコール度数は6%。
- アサヒ極上 キレ味（アサヒビール）- 発泡酒に大麦スピリッツを加えたもの。
- アサヒ ザ・リッチ（アサヒビール） - 発泡酒に大麦スピリッツを加えたもの。アルコール度数は6%。後述するクリアアサヒ プライムリッチの後継商品。
- サザンスター（オリオンビール） - 発泡酒に大麦スピリッツを加えたもの。
- オリオンリッチ（オリオンビール） - 発泡酒に大麦スピリッツを加えたもの。

過去
- 麦風（サントリー） - 麦芽100%のオールモルトビールに麦焼酎を加えたもの。
- ジョッキ淡旨（サントリー） - 発泡酒に小麦スピリッツを加えたもの。数量限定。
- スーパーブルー（サントリー） - 発泡酒に小麦スピリッツ（発売初期は麦焼酎）を加えたもの。
- 頂（サントリー） - 発泡酒に小麦スピリッツを加えたもの。アルコール度数は一連のビールテイストアルコール飲料としてはまったく前例を見ない8%というかなり高いアルコール度数（俗にいうストロングタイプのビールテイストアルコール飲料）を持っていた故に、発売開始から数か月後に販売不振となり発売から1年程度でそのまま終売となった。
- マグナムドライ 本辛口（サントリー）- 発泡酒に小麦スピリッツを加えたもの。アルコール度数は6%。かつては発泡酒として発売されていた。販売不振のため、ほぼ同期に発売された同社の金麦 ゴールド・ラガー（後の金麦 ザ・ラガー）の増産に注力する理由のため、発売から1年余りでそのまま終売となった。
- リラックス（旧称: 7つのホップ リラックス）（サントリー） - 発泡酒に小麦スピリッツを加えたもの。糖質ゼロで且つプリン体を低減した商品。
- アサヒオリオンリッチ（アサヒビール） - 前述「オリオンリッチ」のOEM版で、沖縄県外地域限定・期間限定の商品として販売。
- アサヒあじわい（アサヒビール） - 発泡酒に大麦スピリッツを加えたもの。
- アサヒ麦搾り（アサヒビール） - 発泡酒に大麦スピリッツを加えたもの。
- アサヒ極旨（アサヒビール） - 発泡酒に大麦スピリッツを加えたもの。
- アサヒストロングオフ（アサヒビール） - 発泡酒に大麦スピリッツを加えたもの。アルコール度数は7%と高め。
- クリアアサヒ プライムリッチ（アサヒビール） - 発泡酒に大麦スピリッツを加えたもの。アルコール度数は6%。
- アサヒオフ（アサヒビール） - 発泡酒（食物繊維、大豆ペプチド、アミノ酸（グルタミン由来）等を含む）に大麦スピリッツを加えたもの。アルコール度数は3.5%以上4.5%未満（発売当初での場合。のちに4%以上5%未満→3%以上4%未満に変更）。「リキュール（発泡性）①」としては初めてプリン体を低減した製品。2024年2月20日の全面改良に伴い、リキュール（発泡性）①（→発泡酒②）から発泡酒に仕様変更された。
- ダブルドライ（サッポロビール） - 辛口系発泡酒に辛口系大麦スピリッツを加えたもの。
- 冷製SAPPORO（サッポロビール） - 発泡酒に大麦スピリッツを加えたもの。
- サッポロ本格辛口（サッポロビール）- 発泡酒に大麦スピリッツを加えたもの。炭酸の刺激成分を大幅に強化している。
- キリンスパークリングホップ（麒麟麦酒） - 発泡酒に大麦スピリッツを加えたもの。
- キリン良質素材（麒麟麦酒） - 発泡酒に大麦スピリッツを加えたもの。
- キリンストロングセブン（麒麟麦酒） - 発泡酒に大麦スピリッツを加えたもの。その名の通りアルコール度数は7%。
- キリンコクの時間（麒麟麦酒） - 発泡酒に大麦スピリッツを加えたもの。
- キリンホップの真実（麒麟麦酒） - 発泡酒に大麦スピリッツを加えたもの。
- キリン サウザン（麒麟麦酒） - 発泡酒（硫酸マグネシウム・硫酸カルシウム・塩化カルシウム等を含む）に大麦スピリッツを加えたもの。マグネシウム・カルシウム含有。
- キリン本格〈辛口麦〉（麒麟麦酒） - 発泡酒に大麦スピリッツを加えたもの。
- キリンのどごし ストロング（麒麟麦酒）- 発泡酒に大麦スピリッツを加えたもの。アルコール度数は7%。

など。